# فيروس التبقع الحلقي في البابايا
فيروس التبقع الحلقي في البابايا (الاسم العلمي: Papaya ringspot virus) ويعرف اختصارًا باسم (PRSV): هو فيروس نباتي ممرض ينتمي إلى الجنس Potyvirus ولفصيلة Potyviridae التي تصيب نبات البابايا درجةً أولى.
الجسيم الفيروسي غير مغلف، ذو شكل عصوي مرن، يصل طوله إلى 760-800 نانومتر وقطره 12 نانومتر. ينتقل بين النباتات بفضل النشاطات الميكانيكية مثل عمليات التقليم العديد من أنواع حشرات المن أيضًا، مثل من الدراق الأخضر  Myzus persicae. لم يُلاحَظ انتقاله عبر البذور.
ثمة نمطان رئيسان من الفيروس لا يمكن التفريق بينهما عن طريق الاختبارات المصلية وهما متشابهان وراثيًا إلى حد كبير؛ ولذلك يُعتبران الآن نوعًا فيروسيًا واحدًا. النمط الذي أُعطي الفيروس اسمه نسبة إليه هو العزلات P (PRSV-P). يصيب هذا النمط البابايا والعديد من أفراد الفصيلة القرعية (Cucurbitaceae). النمط الآخر هو العزلات W (PRSV-W)، وهو لا يصيب البابايا. تصيب عزلات (PRSV-W) نباتات الفصيلة القرعية مثل البطيخ الأحمر والخيار والكوسا وعُرِفَت في البداية باسم فيروس موزاييك البطيخ الأحمر 1 (الاسم العلمي: Watermelon mosaic virus 1).

## PRSV-P
أعراض الإصابة هي أعراض الأمراض الفيروسية النموذجية. يُبدي نبات البابايا تلوّنًا أصفر، وتشوهات في الأوراق، وأعراض موزاييك حاد. تظهر بقع وأشرطة زيتية أو مائية على الجذع وأعناق الأوراق. تظهر كدمات على الثمار وبقع حلقية تقليدية. وُجِد أن العزلات الشرسة من PRSV تسبب أيضًا تماوتًا في الأنسجة. تكون الأعراض على القرعيات عادةً مشابهة لتلك التي تظهر على البابايا بما في ذلك البقع المائية والموزاييك والاصفرار وتشوهات الأوراق.
ينتج هذا الفيروس نوعان من الجسيمات الضمينة التي تمكن رؤيتها بواسطة المجهر الضوئي على محضَّرات من أشرطة البشرة المصبوغة بشكل ملائم. أحد تلك الجسيمات الضمينة ذو شكل أسطواني نموذجي، ويُعتَبَر ميزة تشخيصية لمجموعة الجنس Potyvirus، ويُسمى النوع الآخر جسيمًا ضمينًا عديم الشكل. يمكن أن يكون وجود كلا النوعين علامة تشخيصية لهذا الفيروس.

## PRSV-W
يسبب النمط PRSV-W في نباتات الكوسا والبطيخ الأحمر والقرعيات الأخرى تبرقشًا وتشوهًا في الأوراق والثمار. يُعد النمط PRSV-W أحد العوامل المحددة لنمو القرعيات في فلوريدا.
يجب عدم الخلط بين PRSV-W وفيروس موزاييك البطيخ الأحمر 2، وهو فيروس آخر ينتمي إلى جنس Potyvirus ويصيب القرعيات حول العالم، بما في ذلك فلوريدا، ويُعرف الآن ببساطة باسم فيروس موزاييك البطيخ الأحمر (WMV). يمتلك PRSV مدىً عوائليًا مختلفًا، وخواص سيريولوجية مختلفة، ولا يوجد تشابه في التسلسل النوكليوتيدي بينه وبين WMV. ويمتلك WMV أجسامًا ضمينة مختلفة، يمكن من خلالها تمييزه عن PRSV-W.
صُنعت أجسام مضادة متعددة وأحادية النسيلة لكل من بروتينات الأجسام الضمينة والأسطوانية وعديمة الشكل بالإضافة إلى بروتينات المعطف الخاصة بفيروس PRSV-W.

## النواقل
حشرات المن هي الكائنات الحية الوسيطة الرئيسة التي ينتقل عبرها PRSV. فيروس PRSV هو فيروس غير مثابر، وهذا يعني أنه لا يتجاوز أجزاء الفم الخاصة بحشرة المن، ولا يتحرك أو يتضاعف داخل جسم الحشرة المضيفة. تنتقل الفيروسات غير المثابرة بسرعة وسهولة بين النباتات. يمكن أن تنقل العديد من أنواع المن فيروس PRSV، بالأخص مَن الدراق ومَن البطيخ.
لوحظ الانتقال عبر البذور بنسبة حالتين من نباتات الجيل الثاني من بين 1355 حالة. تُعتبر طريقة الانتقال تلك هامشية بالنسبة للانتقال بواسطة حشرات المن. مع ذلك، عندما تنبت البذور المصابة بنجاح، فإنها قد تلعب حين ذلك دورًا مصدريًا للقاح العدوى، الذي ينتقل إلى تلك النباتات بواسطة النواقل الحشرية.
يمكن أن ينتقل المرض أيضًا عند زراعة البذور المصابة في الحقول الخالية من الفيروس. يعد استخدام البذور السليمة الخالية من الفيروس في الزراعة أمرًا شديد الأهمية.